# Robert Boutigny
Robert Paul Boutigny (Villeneuve-le-Roi, 24 luglio 1927 – Fréjus, 22 luglio 2022) è stato un canoista francese.

## Palmarès
- Giochi olimpici

Londra 1948: bronzo nel C1 1000 metri.
- Mondiali - Velocità

Copenaghen 1950: oro nel C1 10000 metri, argento nel C1 1000 metri.